# Luis de Ansorena
Luis de Ansorena (f. 1904) fue un abogado, dramaturgo y poeta español.

## Biografía
Autor dramático, fue colaborador en publicaciones periódicas como La Ilustración Española y Americana, Madrid Cómico, La Gran Vía, Blanco y Negro y Pluma y Lápiz, entre otras. Entre sus obras se encontraron títulos como Tratado de la propiedad intelectual en España (1894). Ansorena, que ocupó un cargo en la Secretaría del Senado, falleció el 26 de abril en Madrid.